# Батуров, Бобо-Усмон Шамсутдинович
Бобо-Усмон Шамсутдинович Батуров (узб. Bobo-Usmon Shamsutdinovich Baturov; род. 16 ноября 1994) — узбекистанский боксёр-профессионал, выступающий в полусредней, и в первой средней весовых категориях. Бронзовый призёр чемпионата мира (2019), чемпион Азиатских игр (2018), двукратный чемпион Азии (2019, 2021) в любителях.
Финалист командного полупрофессионального турнира «Лига бокса. Интерконтинентальный Кубок» (2022).

## Любительская карьера
Бобо-Усмон Батуров выступает во второй полусредней весовой категории. В любительском боксе выступает с 2013 года.
В 2018 году принял участие в летних Азиатских играх, которые проходили в Джакарте. Во втором полусреднем весе он сумел завоевать золотую медаль, в финале победил спортсмена из Казахстана Асланбека Шымбергенова.
В Бангкоке на чемпионате Азии 2019 года стал чемпионом континента, в финале переиграл японского боксёра Севона Окадзаву.
На чемпионате мира 2019 года в Екатеринбурге Бобо-Усмон дошёл до полуфинала, в котором уступил английскому боксёру Пэту Маккормаку, тем самым завоевал бронзовую медаль.

## Профессиональная карьера
В июне 2022 года в составе команды Сборной Азии стал финалистом коммерческого командного Интерконтинентального Кубка «Лига бокса» прошедшего в Москве, и организованного букмекерской компанией «Лига Ставок» и телеканалом «Первый канал». Кубок прошёл по полупрофессиональным правилам: проходили 4-х раундовые бои по профессиональным правилам, но в мягких любительских боксёрских перчатках. Батуров участвовал во всех четырёх турнирах этого Кубка выступая в весе до 68 кг, и победил боксёров из команд Африки и Америки, но дважды единогласным решением судей проиграл опытному боксёру-профессионалу Харитону Агрба из команды России.
И 11 декабря 2022 года в Екатеринбурге (Россия) он планирует дебютировать на профессиональном ринге в полусреднем весе (до 66,68 кг), в бою против опытного россиянина Артёма Пугача (1-2-2).

## Статистика профессиональных боёв
В таблице перечислены результаты всех поединков боксёров.
В каждой строке указан результат поединка. Дополнительно номер поединка обозначен цветом, который обозначает итог поединка. Расшифровка обозначений и цветов представлена в нижеследующей таблице.
| Пример | Расшифровка                     |
| ------ | ------------------------------- |
|        | Победа                          |
|        | Ничья                           |
|        | Поражение                       |
|        | Планируемый поединок            |
|        | Поединок признан несостоявшимся |
| КО     | Нокаут                          |
| ТКО    | Технический нокаут              |
| PTS    | Решение судей (по очкам)        |
| UD     | Единогласное решение судей      |
| MD     | Решение большинства судей       |
| SD     | Раздельное решение судей        |
| RTD    | Отказ от продолжения боя        |
| DQ     | Дисквалификация                 |
| NC     | Поединок признан несостоявшимся |

| 1 поединок, 1 победа (0 нокаутом). | 1 поединок, 1 победа (0 нокаутом). | 1 поединок, 1 победа (0 нокаутом). | 1 поединок, 1 победа (0 нокаутом). | 1 поединок, 1 победа (0 нокаутом).               | 1 поединок, 1 победа (0 нокаутом). | 1 поединок, 1 победа (0 нокаутом).                               |
| Бой                                | Рекорд                             | Дата боя                           | Соперник                           | Место проведения боя                             | Раундов, время                     | Дополнительно                                                    |
| ---------------------------------- | ---------------------------------- | ---------------------------------- | ---------------------------------- | ------------------------------------------------ | ---------------------------------- | ---------------------------------------------------------------- |
| 1                                  | 1-0                                | 11 декабря 2022                    | Артём Пугач (1-2-2)                | ДИВС, Екатеринбург, Свердловская область, Россия | UD 8 (8)                           | Счёт судей: 80-72, 79-73, 78-74. Дебют в профессиональном боксе. |